# 杨根远
杨根远（1937年6月—2023年5月31日），中国人民解放军少将、医学家。

## 生平
1956年应征加入中国人民解放军，考入第四军医大学医疗专业，因为成绩突出而留校任教。1975年，他被调入第一军医大学，先是在第一附属医院工作，后调入学校本部，1985年12月—1988年9月，担任第一军医大学第二附属医院院长。后历任系主任、副校长。1991年8月～1996年3月，任第一军医大学校长、教授。1988年9月，被授予少将军衔，是第八届全国人大代表。